# Pagodas del Tigre y el Dragón

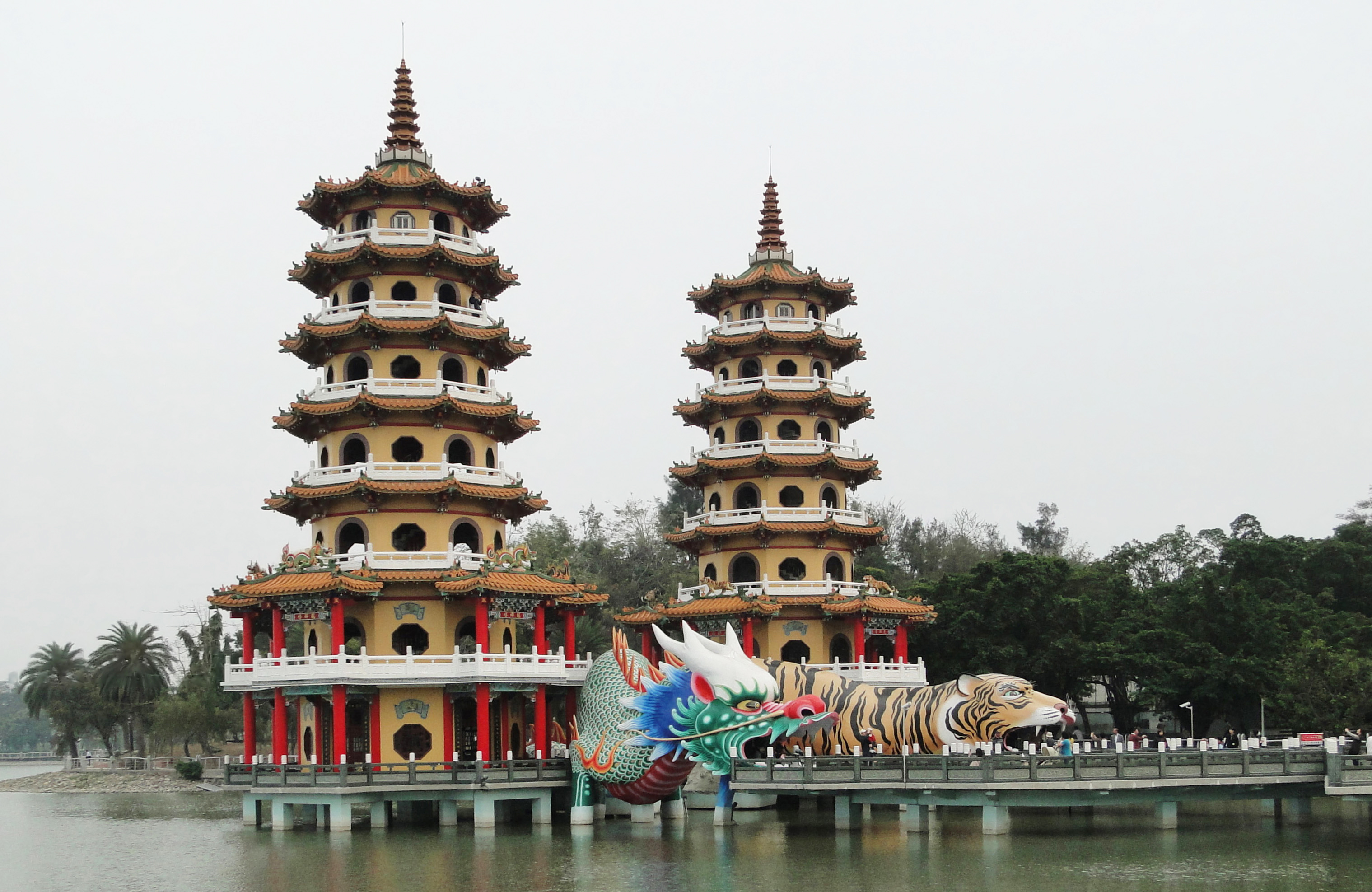
Vista de las pagodas, con las figuras del tigre y el dragón en sus respectivas entradas.

Las pagodas del Tigre y el Dragón (en caracteres chinos tradicionales: 龍虎塔) conforman un santuario situado en el Lotus, un lago artificial de la isla de Taiwán, concretamente en el este del distrito Tsoying de la ciudad de Kaohsiung. El lago fue terminado en el año 1951 y contiene una serie de templos y pabellones entre los que se encuentran estas pagodas, que fueron construidas entre 1976 y 1978.
Hay una manera importante sobre cómo recorrer este templo, la forma correcta es entrar por la boca del dragón y salir por la boca del tigre, de esta forma, se dice que, la mala suerte se convertirá en buena suerte. En la parte frontal de este templo, podrás ver un cartel en donde te explica la forma correcta de recorrerlo. 